# St. Magdalena (Fürstenfeldbruck)

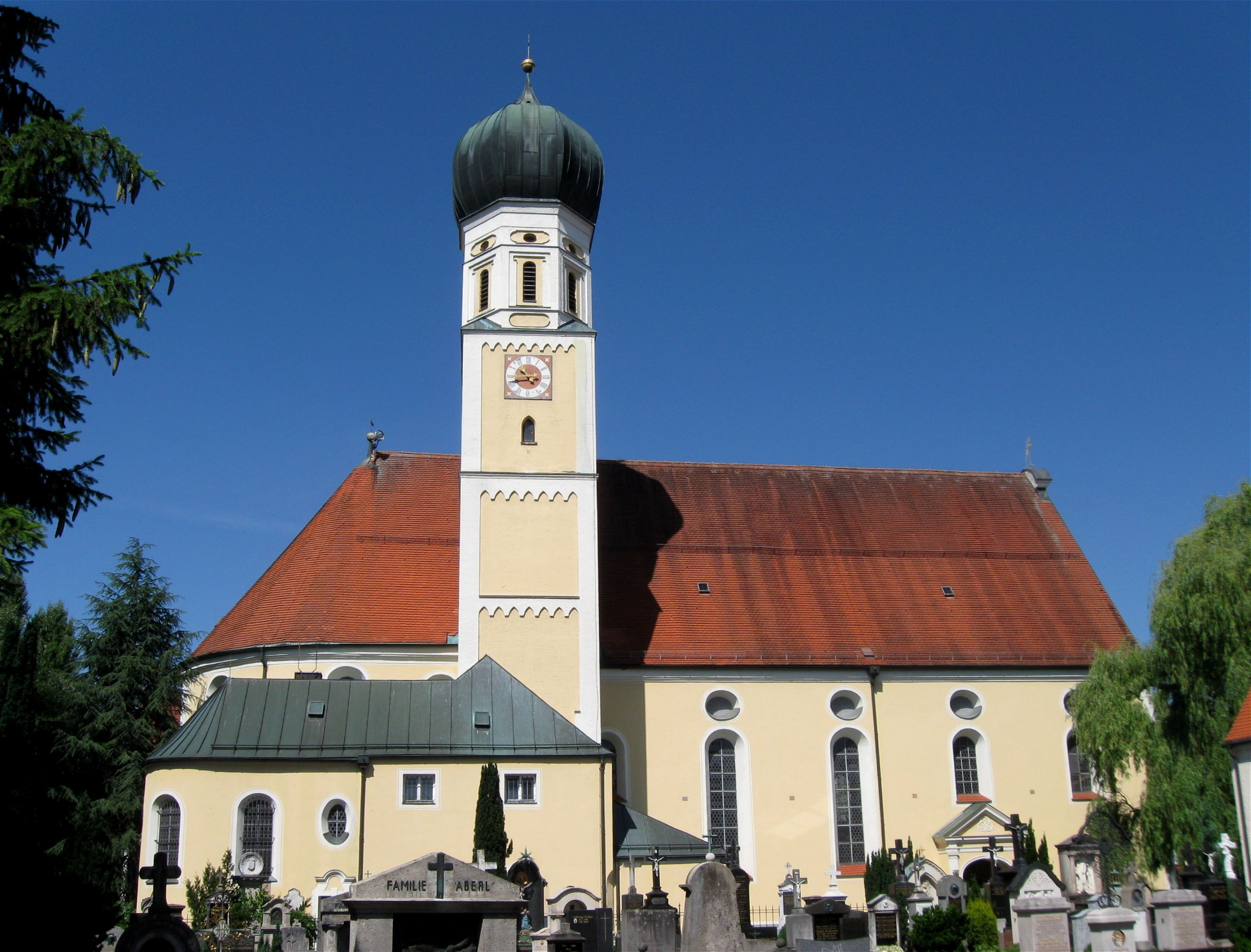
St. Magdalena

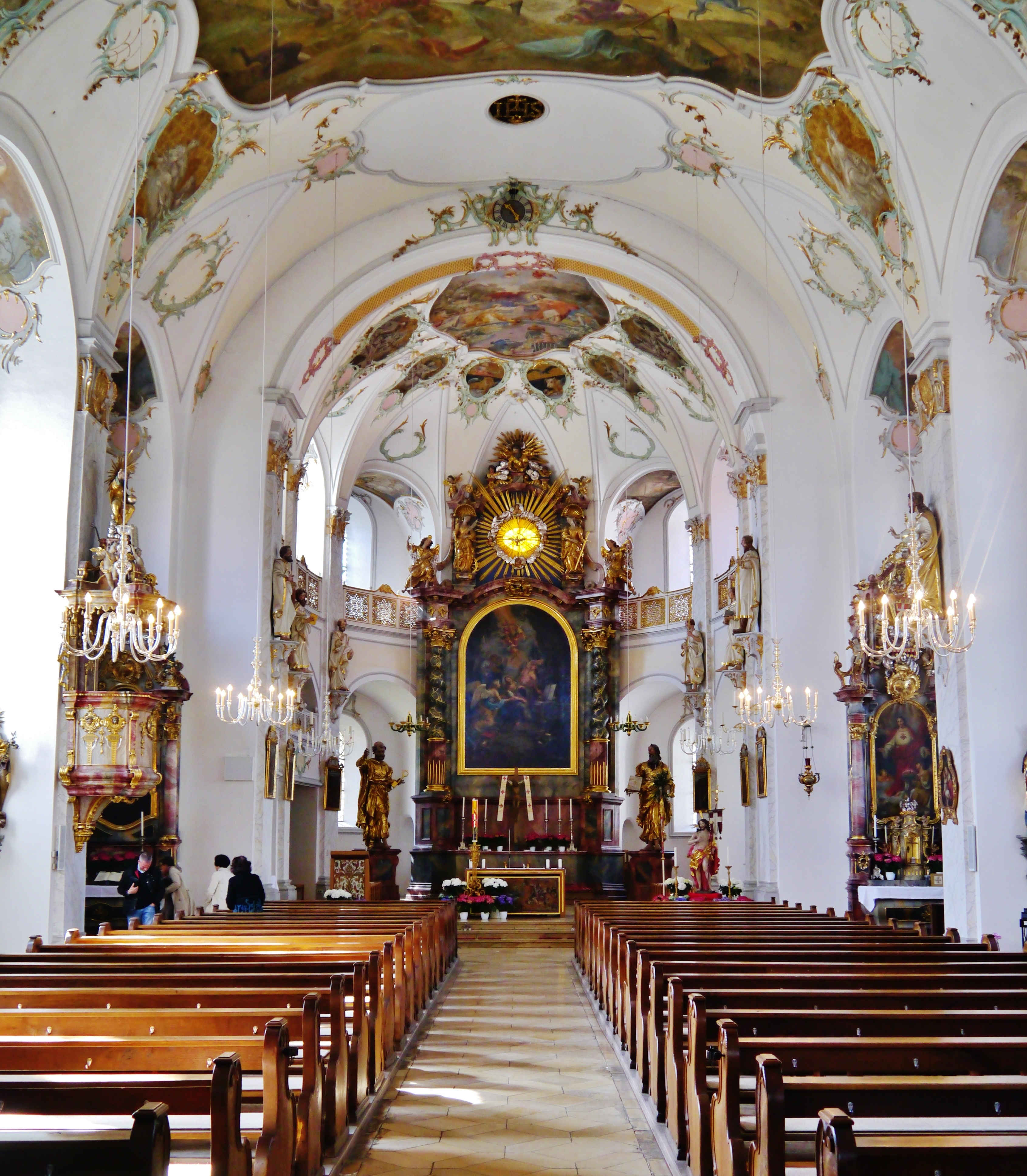
Innenraum

Die Pfarrkirche St. Magdalena ist ein barockes Kirchengebäude in der oberbayerischen Kreisstadt Fürstenfeldbruck.
Die Kirche samt Ausstattung und anschließender Friedhofsanlage mit historischen Grabsteinen des 19. und 20. Jahrhunderts ist in die Denkmalliste eingetragen.

## Geschichte
Die Kirche ist erstmals urkundlich im Jahr 1286 in einer Ablassurkunde erwähnt. Zunächst war die Pfarrkirche St. Magdalena als Filiale an die Pfarrkirche Pfaffing angegliedert. 1673 bis 1675 wurde das Gebäude im Rahmen der Erweiterung des Marktes Bruck durch Stiftungsgelder neu erbaut, da das alte Gotteshaus zu klein und zudem baufällig geworden war; eingeweiht wurde sie im Jahr 1675. Im Jahr 1764 erfolgte eine durchgreifende Neuausstattung im Sinne des Rokoko, dabei erhielt die Kirche die Stuckierung durch Anton Sießmayr (Chor, nur Reste sind erhalten) und Thassilo Zöpf (Langhaus) sowie die Deckenfresken von Ignaz Baldauf. Bei zwei Umgestaltungen im 19. Jahrhundert ging die alte Ausstattung weitgehend verloren. Der Turm wurde 1965 vollständig erneuert. 1990/92 erfolgte die letzte Innenrenovierung mit Rekonstruktion der Raumfassung von 1912/13.

## Architektur und Ausstattung

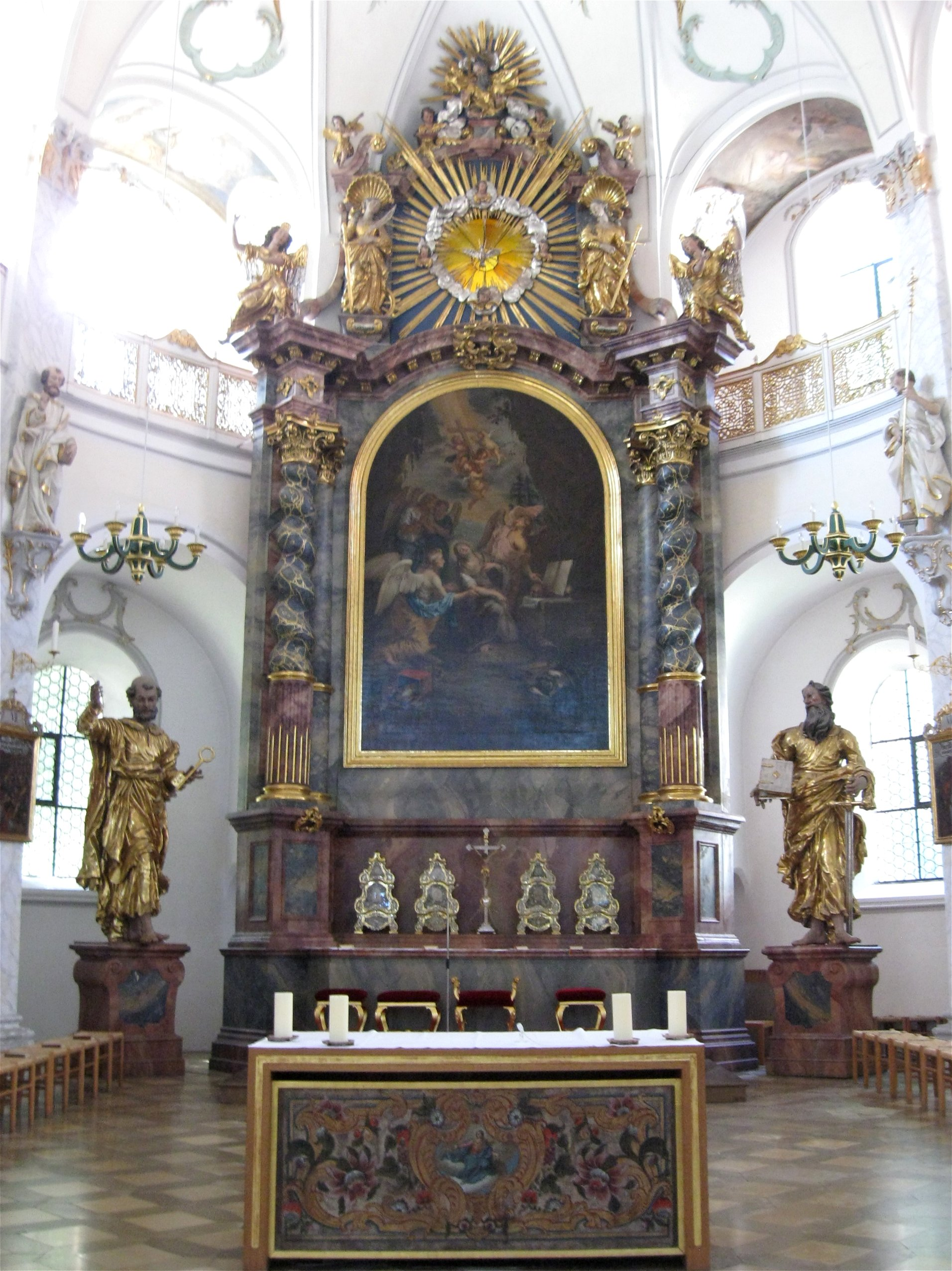
Hochaltar

Die nach Süden orientierte barocke Pfarrkirche St. Magdalena ist ein Wandpfeilerbau mit einem fünfjochigen Langhaus und einem zweijochigen eingezogenen Chor sowie einem Ostturm. An dem Kirchturm auf der Ostseite ist die Sakristei angebaut. Innen ist der Kirchenraum mit einer Stichkappentonne überspannt.

### Ausstattung
Der aus dem Jahr 1688 stammende Hochaltar ist mit einem Bild der büßenden Magdalena eines unbekannten Malers (17. Jahrhundert) ausgestattet, das als Leihgabe der Bayerischen Staatsgemäldesammlungen nach Fürstenfeldbruck kam. Die seitlich neben dem Hochaltar aufgestellten Figuren der Apostelfürsten Petrus und Paulus (1690) stammen vom Bildhauer Melchior Seidl. Die an den Langhauspfeilern stehenden weiteren Apostelfiguren fertigte ein einheimischer Künstler des späten 17. Jahrhunderts.
Eine hervorragende spätgotische Marienfigur (spätes 15. Jahrhundert) aus einer Münchener Bildhauerwerkstatt befindet sich in einer Pfeilerkapelle. Aus der Gründerzeit stammen der Sakramentsaltar (Neurokoko) und die Kanzel (Neubarock) mit älteren aus Rottenbuch  stammenden Teilen.

### Fresken

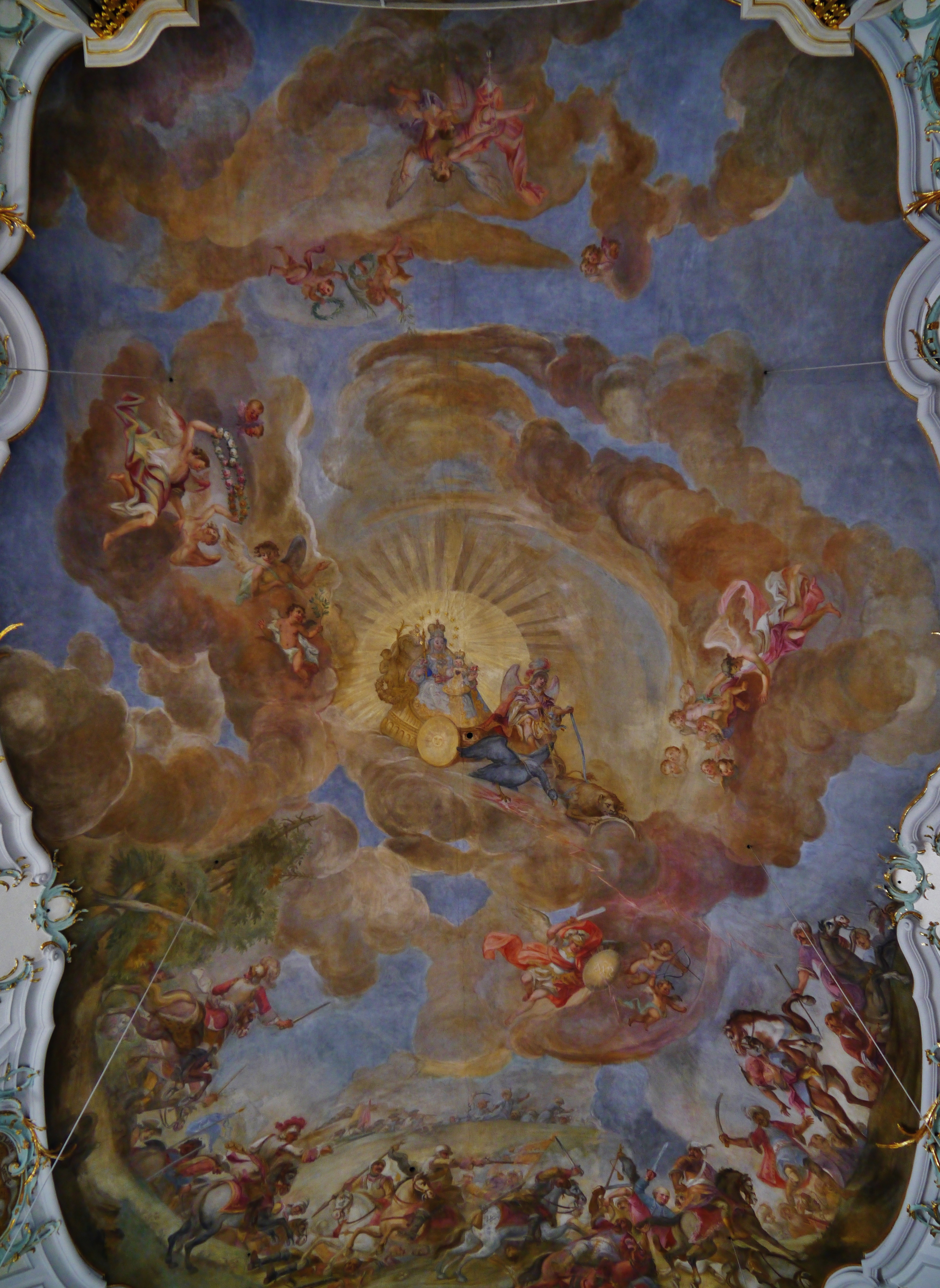
Langhausfresko

Die Fresken von Ignaz Baldauf (1764) sind weitgehend erhalten, jedoch teilweise stark restauriert, und 1859/60 musste das schadhafte Chorgewölbe erneuert werden. Danach wurde dieses  Gewölbe 1913 von Sebastian Steiner neu stuckiert und von Anton Ranzinger mit dem großen Deckenbild der Begegnung der heiligen Maria Magdalena und des auferstandenen Christus („Noli me tangere“) und mit den umgebenden Kartuschenbildern in Mischtechnik neu ausgemalt. Vom selben Maler stammen auch die Geheimnisse des Schmerzensreichen Rosenkranzes an der Emporenbrüstung (in Freskotechnik) und das Herz-Jesu-Bild des rechten Seitenaltars (beide 1913). Außerdem restaurierte er die Fresken von Ignaz Baldauf.
Bei der Erneuerung des zentralen Chorgewölbes blieben die sechs niedrigeren seitlichen Gewölbe über den Emporen erhalten. Ihre Fresken zeigen Szenen aus dem Leben der heiligen Maria Magdalena und Maria Aegyptiaca (im Uhrzeigersinn): Die hl. Maria Magdalena empfängt von Bischof Maximinus die Kommunion – Die hl. Maria Magdalena vor Christus – Die Entrückung der hl. Maria Magdalena – Die Versuchung der hl. Maria Aegyptiaca durch drei singende Teufel – Die Versuchung der hl. Maria Aegyptiaca durch zwei Teufel mit Spiegel und Geschmeide (Eitelkeit) – Die Buße der hl. Maria Magdalena. Das sechste Bild trägt die Signatur Ignaz Baldaufs auf dem Buch der Magdalena.
Das 19,70 × 9,50 m große, raumprägende Hauptbild der Langhausdecke wurde ebenfalls von Ignaz Baldauf 1764 gemalt und zeigt Maria als Rosenkranzkönigin und Helferin der Christenheit. Im „unteren“ (südlichen) Teil des Bildes ist u-förmig entlang der Bildränder eine Schlacht zwischen christlichen Europäern und durch Krummsäbel und Turbane gekennzeichneten Orientalen dargestellt. Eine herausgehobene Figur in blauem Gewand lässt sich im Vergleich mit einem überlieferten Portraitgemälde als der Brucker Postmeister Franz Jakob Weiß identifizieren. Dabei erhalten die Verteidiger des Glaubens Hilfe von der Muttergottes, die auf einem von Adler und Löwe gezogenen und von einem großen geharnischten Engel gelenkten Wagen im Himmel des „oberen“ (nördlichen) Bildteils erscheint. Sie ist von einer Gloriole umstrahlt, mit Brokatgewand, Krone und Szepter als Königin charakterisiert und trägt das Jesuskind auf dem Arm. Diese Darstellung entspricht dem Gnadenbild der Brucker Rosenkranzbruderschaft. Der Adler schleudert Blitze auf die Ungläubigen, der Löwe verbeißt sich in einen Halbmond als Symbol des Islam. Diese zentrale Szene ist von einem großen Wolkenwirbel umgeben, in dem weitere Gruppen von Engeln zu sehen sind.
Einzelne Motive im Hauptbild verbinden es inhaltlich mit den kleineren Bildern der Langhausdecke: Einer der Engel hält eine Schildkröte, die mit dem Schutz durch ihren Panzer als Symbol für den Schutz der Christen durch Maria steht; die vier emblematischen Medaillons, die das große Fresko umgeben, knüpfen an diesen Gedanken an. Am „oberen“ (nördlichen) Bildrand verteilen Engel Gebetsrosenkränze; dieses Motiv leitet über zu den Bildzyklen der Rosenkranzgeheimnisse in den Seitenkapellen und an der Emporenbrüstung.

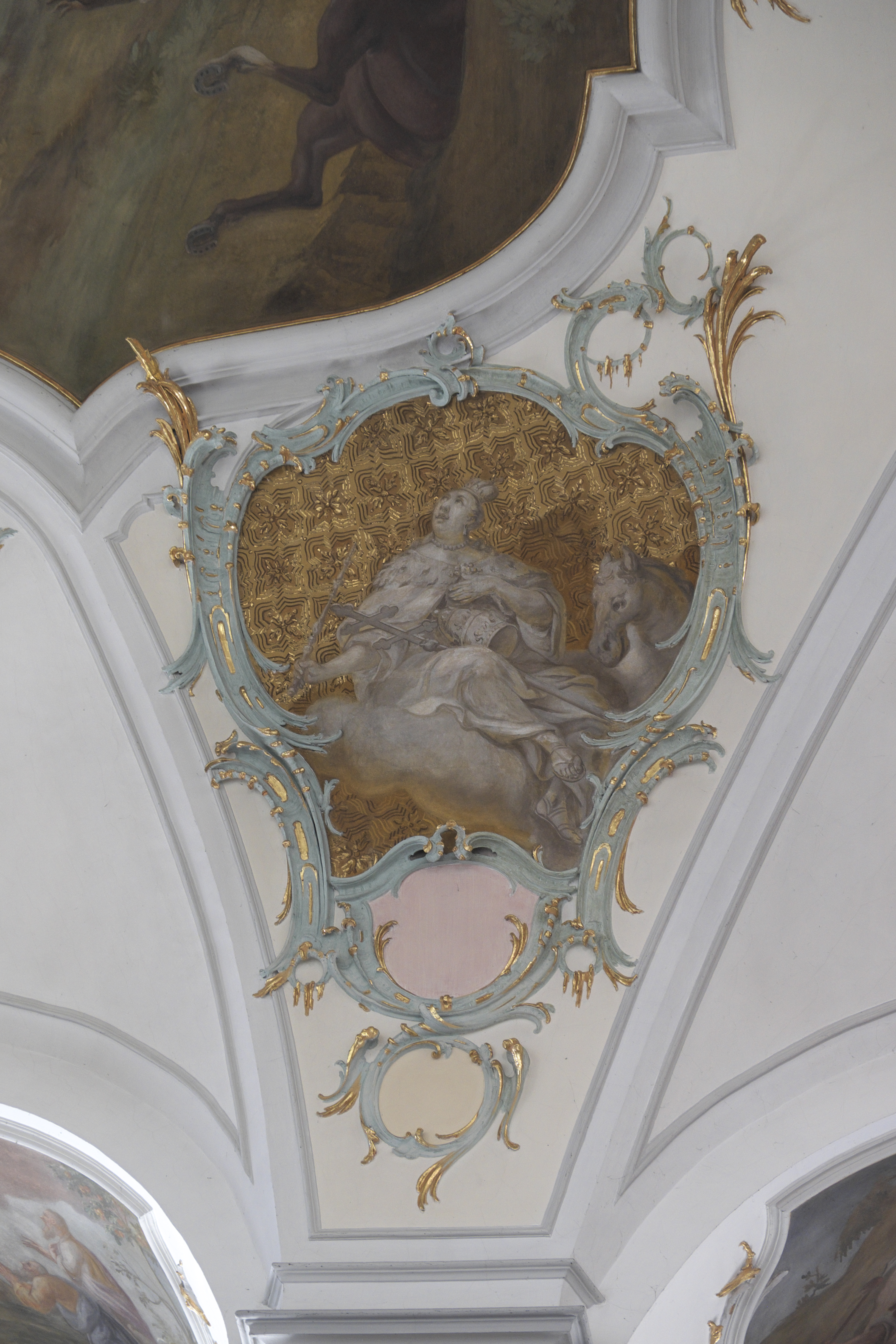
Die Personifikation des christlichen Europa in Grisaillemalerei vor Brokatgrund

Je vier Grisaille-Medaillons mit marianischen Emblemata und mit den Personifikationen der vier Kontinente umgeben das Hauptbild. Dabei betonen die Emblemata und ihre lateinischen Motti – passend zum Hauptbild – die Stärke Mariens und den Schutz, den sie den Mutigen gewährt. Ignaz Baldauf hat das große Hauptbild am Halsband eines Hundes (rechts „unten“) und das America-Bild mit seinen Initialen signiert.
Das marianische Leitthema des Rosenkranzes aus dem großen Fresko durchzieht auch die zehn Deckenfresken der Langhaus-Seitenkapellen, die die Geheimnisse des Freudenreichen Rosenkranzes (Westseite) und die Geheimnisse des Glorreichen Rosenkranzes (Ostseite) zeigen. In den Kapellen der Westseite sind dies, ausgehend von der rechten Seite des Choreingangs: Verkündigung – Heimsuchung – Geburt Christi – Darstellung im Tempel – Der zwölfjährige Jesus im Tempel (über der Empore, dieses Bild wurde bei einer Restaurierung vollständig rekonstruiert). In den Kapellen der Ostseite, ausgehend von der linken Seite des Choreingangs: Auferstehung Christi – Himmelfahrt Christi – Pfingsten – Himmelfahrt Mariens – Krönung Mariens. Hinzu kommen schließlich noch die Geheimnisse des Schmerzensreichen Rosenkranzes an der Emporenbrüstung (1913).
Die Rosenkranzthematik dieses Bildprogramms bezieht sich auf das Rosenkranzfest, welches das Titularfest der Kirche ist, an der eine mitgliederstarke Rosenkranzbruderschaft bestand. Die im „unteren“ Teil des großen Langhausfreskos dargestellte Schlacht der Türkenkriege lässt sich nicht genau identifizieren. Da es sich um eine Landschlacht handelt, kann aber nicht die in besonderer Weise mit der Rosenkranzkönigin verbundene (See-)Schlacht von Lepanto (1571) gemeint sein. Die Darstellung von Adler und Löwe als Zugtiere vor dem Wagen Mariens kann als Sinnbild des Bündnisses von Österreich und Bayern aufgefasst werden, deren Symboltiere sie sind. Diese Symbolik ist in den 1680er Jahren auch anderweitig als „Foedus Aquilae et Leonis“ (Bündnis von Adler und Löwe) belegt, und so ist das Fresko als Darstellung des Sieges der Christen über die Türken mit Hilfe der Rosenkranzkönigin in jenen Jahren zu verstehen.

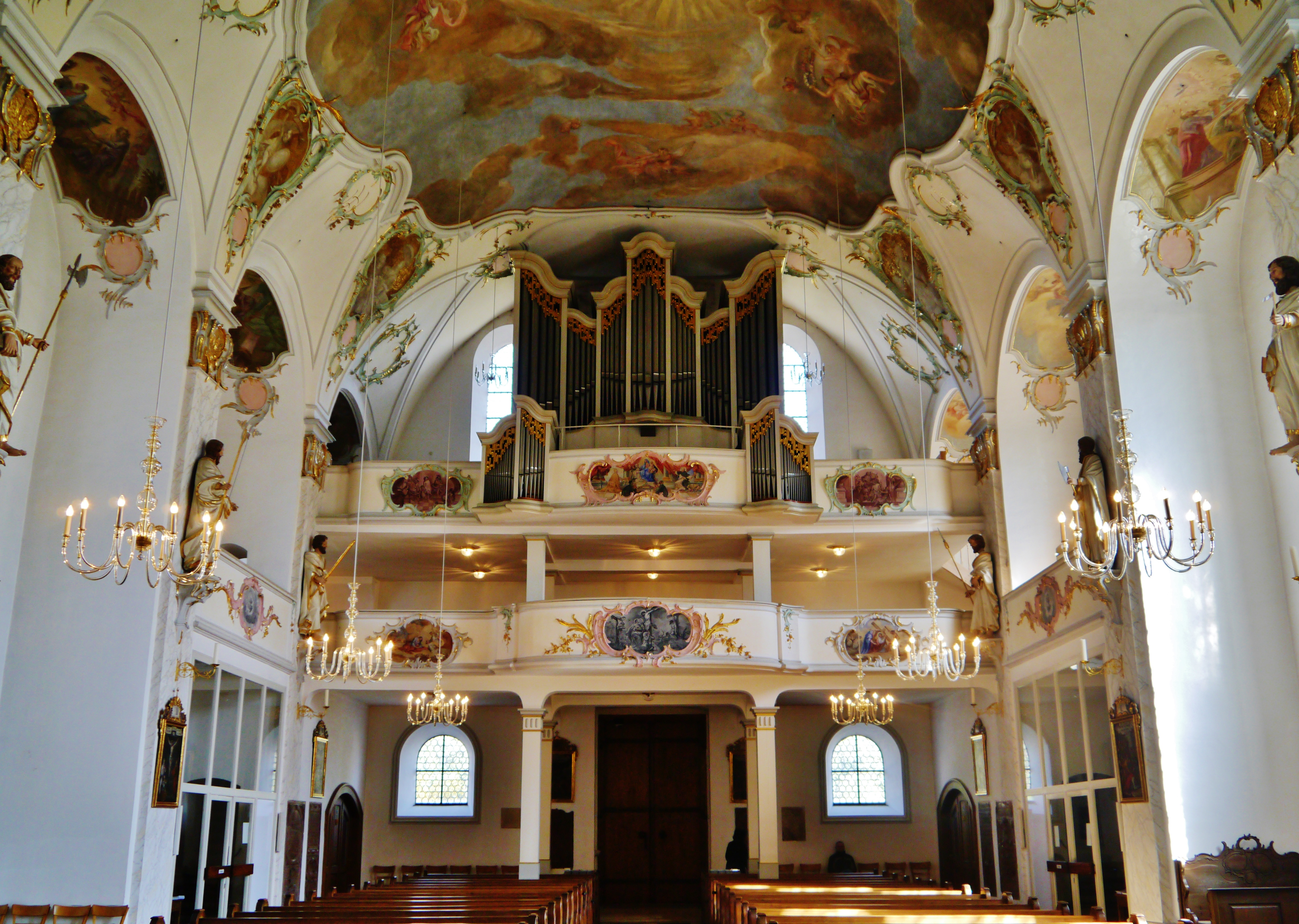
Innenraum mit Blick zur Empore

### Orgel
Die rein mechanische Schleifladen-Orgel wurde 1979 von Paul Ott mit 35 Registern auf drei Manualen und Pedal gebaut und ersetzte die Siemann-Orgel aus dem Jahr 1913. Das Instrument erhielt im Jahr 2023 eine Revision und Neuintonation. Die Disposition, erstellt von Roland Muhr, lautet:
| I Rückpositiv    |       |
| Metallgedackt    | 8′    |
| Holzflöte        | 8′    |
| Praestant        | 4′    |
| Koppelflöte      | 4′    |
| Schwiegel        | 2′    |
| Sesquialter II   | 2 ⁄3′ |
| Quinte           | 1 ⁄3′ |
| Scharffzimbel IV | 1′    |
| Krummhorn        | 8′    |
| Tremulant        |       |

| II Hauptwerk |       |
| Gedackt      | 16′   |
| Prinzipal    | 8′    |
| Rohrflöte    | 8′    |
| Oktave       | 4′    |
| Spitzflöte   | 4′    |
| Weitquinte   | 2 ⁄3′ |
| Oktave       | 2′    |
| Mixtur III   | 1 ⁄3′ |
| Trompete     | 8′    |

| III Schwellwerk |       |
| Flötenprinzipal | 8′    |
| Gambe           | 8′    |
| Ital. Prinzipal | 4′    |
| Traversflöte    | 4′    |
| Spitzquinte     | 2 ⁄3′ |
| Blockflöte      | 2′    |
| Mixtur V        | 2′    |
| Fagott          | 16′   |
| Schalmey        | 8′    |
| Tremulant       |       |

| Pedal       |       |
| Prinzipal   | 16′   |
| Subbass     | 16′   |
| Oktave      | 8′    |
| Rohrgedackt | 8′    |
| Choralbass  | 4′    |
| Mixtur III  | 2 ⁄3′ |
| Posaune     | 16′   |
| Clairon     | 4′    |

- Koppeln: I/II; III/II; I/P; II/P; III/P